# Guido Gozzano

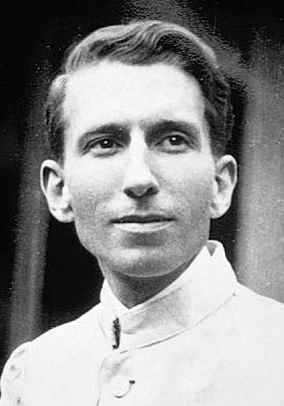
Guido Gozzano.

Guido Gustavo Gozzano (Turín, 19 de diciembre de 1883-9 de agosto de 1916) fue un poeta italiano. 

## Biografía
Era hijo del ingeniero Fausto Gozzano y de Diodata Mautino, hija de un ardiente partidario de Giuseppe Mazzini y Massimo D'Azeglio. Su vida transcurrió entre Turín y la pequeña ciudad canavesana de Agliè, donde la familia poseía varias casas (Villa Il Meleto) y un gran parque. Debido a su mala salud, faltó con frecuencia a la escuela, y, tras una enseñanza secundaria poco brillante, se matriculó, en 1903, en la Facultad de Derecho de Turín. No llegó, sin embargo, a obtener la licenciatura, ya que prefirió asistir, con algunos amigos que forman con él el grupo de los "poetas crepusculares", a los cursos de literatura que daba el poeta Arturo Graf, muy admirado por los jóvenes literatos de la ciudad.
Graf era partidario de un pesimismo leopardiano atemperado con un socialismo de tipo espiritual, y era por tanto muy admirado por los jóvenes intelectuales turineses, que veían en su pensamiento un posible "antídoto" contra el gusto dannunziano que imperaba en la época. Gracias a él, Gozzano se liberó del gusto decadente que dominaba sus primeros versos, y en esta época se dedicó a estudiar con atención la obra poética de Dante Alighieri y Francesco Petrarca.
En mayo de 1907 sus condiciones de salud, que ya eran precarias, se agravaron a causa de una violenta pleuresía y desde aquel momento tuvo que pasar su vida entre la costa ligur y alguna aldea de montaña. Ese año inició también una relación, que inicialmente fue solo epistolar, con Amalia Guglielminetti, a quien había conocido durante los encuentros de la Società di Cultura. Las "Cartas" de amor entre Gozzano y Amalia Guglielminetti, escritas en los años 1907-1909, dan testimonio del amor que Guido sintió por la poetisa, cuya estrecha relación duró hasta su muerte.
En 1909, tras abandonar sus estudios de Derecho, se dedicó por completo a la poesía. En 1911 publicó su libro más importante, I colloqui, dividido en tres secciones: Il giovenile errore, Alle soglie e Il reduce. El éxito que obtuvo su obra valió a Gozzano un gran número de solicitudes para colaborar en periódicos y revistas, como La Stampa, La Lettura y La Donna, en cuyas páginas publicó tanto poesía como prosa. 
En 1912 se agravó su estado de salud, y decidió emprender un largo viaje a la India para buscar climas más propicios. El viaje, que se prolongó desde febrero a mayo de 1912, no le dio el beneficio esperado pero sí le permitió escribir, con ayuda de la fantasía y de muchas lecturas, varios textos en prosa sobre el viaje que serían después recogidos en un volumen y publicados póstumamente, en 1917, con el título de Verso la cuna del mondo.
En marzo de 1914 publicó en La Stampa algunos fragmentos de su poema "Farfalle", llamado también "Epistole entomologiche", que quedó incompleto. Ese mismo año recopiló en el tomo I tre talismani seis cuentos de hadas que había escrito para el Corriere dei Piccoli.
Mostró siempre interés por el teatro y el cine, y trabajó en la adaptación de alguna de sus novelas a estos medios. En 1916, año de su muerte, trabajó en el guion de una película, que no llegó a realizarse, sobre san Francisco de Asís.